# Barbara Eve Harris
Barbara Eve Harris (Tobago, 8 maart 1959), geboren als Barbara Evadney Reid-Hibbert, is een Canadese actrice.

## Biografie
Harris werd geboren in Tobago uit Jamaicaanse ouders. Op zesjarige leeftijd emigreerde zij met haar familie naar Canada, waar zij opgroeide in Ottawa. Zij studeerde af met een Bachelor of Arts in theaterwetenschap en filosofie aan de University of Ottawa.
Harris begon in 1985 met acteren in de film Secret Weapons. Hierna vervulde zij nog meer dan honderd rollen in films en televisieseries.

## Filmografie

### Films
Selectie:
- 2017: Transformers: The Last Knight - als Pentagon kolonel
- 2012: People Like Us – als Mrs. Haney
- 2012: The Amazing Spider-Man – als Miss Ritter
- 2009: Prison Break: The Final Break'' – als FBI agente Felecia Lang
- 2008: The Midnight Meat Train – als rechercheur Lynn Hadley
- 2006: 10.5: Apocalypse – als Stacey Warner
- 2002: A Time for Dancing – als Dr. Conner
- 1997: Critical Care – als Lucille
- 1993: Guilty as Sin – als Kathleen Bigelow

### Televisieseries
Uitgezonderd eenmalige gastrollen.
- 2020-2022: The Wilds - als Audrey - 6 afl.
- 2019-2022: Station 19 - als Ifeya Miller - 6 afl.
- 2021: Law & Order: Organized Crime - als Athena Davis - 2 afl.
- 2021: 9-1-1: Lone Star - als Denice Williams - 2 afl.
- 2020: Messiah - als Katherine Bailey - 9 afl.
- 2019: The Man in the High Castle - als Angela - 2 afl.
- 2018: Sharp Objects - als Eileen Curry - 7 afl.
- 2018: The Crossing - als Lydia Doyle - 4 afl.
- 2016-2017: Chicago Fire - als Emma Crowley - 3 afl.
- 2015-2017: Chicago P.D. - als Emma Crowley - 16 afl.
- 2017: Sharp Objects - als Eileen Curry - 7 afl.
- 2015: How to Get Away with Murder - als rechter Fiona Pruitt - 2 afl.
- 2012-2014: Rizzoli & Isles - als Camille Frost - 2 afl.
- 2011-2012: CSI: Crime Scene Investigation – als sheriff Sherry Liston – 5 afl.
- 2006-2009: Prison Break – als FBI-agente Felicia Lang – 19 afl.
- 2005-2006: Commander in Chief – als Lynn – 2 afl.
- 2004: JAG – als luitenant-commandant Vera McCool – 2 afl.
- 2004: Jack & Bobby – als Mrs. Frankel – 2 afl.
- 2003: ER – als Sakina – 2 afl.
- 1999: Party of Five – als Mary Anne Grey – 2 afl.
- 1994-1996: Side Effects – als Wanda Gibbs – 29 afl.

- Library of Congress Control Number: no2005015034
- Virtual International Authority File: 29258098
- WorldCat: E39PBJm4XRYhffjk9mbxX9WhpP